# Weston-on-Trent
Weston-on-Trent – wieś w Anglii, w hrabstwie Derbyshire, w dystrykcie South Derbyshire. Leży 11 km na południowy wschód od miasta Derby i 172 km na północny zachód od Londynu.